# 色彩の主人公
『色彩の主人公』（しきさいのしゅじんこう）は、2011年11月2日にリリースされた、岩崎良美の1枚目のカバー・アルバム。

## 解説
- 初となるカバー・アルバム。

## 収録曲
1. 異邦人
  - 作詞・作曲：久保田早紀／編曲：澤近泰輔
  - カバードアーティスト：久保田早紀（1979年）
2. スカイレストラン
  - 作詞・作曲：荒井由実／編曲：澤近泰輔
  - カバードアーティスト：ハイ・ファイ・セット（1975年）
3. Butterfly
  - 作詞：木村カエラ／作曲：末光篤／編曲：澤近泰輔
  - カバードアーティスト：木村カエラ（2009年）
4. ダンスはうまく踊れない
  - 作詞・作曲：井上陽水／編曲：澤近泰輔
  - カバードアーティスト：石川セリ（1977年）
5. ハナミズキ
  - 作詞：一青窈／作曲：マシコタツロウ／編曲：澤近泰輔
  - カバードアーティスト：一青窈（2004年）
6. オリビアを聴きながら
  - 作詞・作曲：尾崎亜美／編曲：澤近泰輔
  - カバードアーティスト：杏里（1978年）
7. Ca m’etonne pas〜そんなのへっちゃら〜
  - 作詞：岩崎良美／作曲・編曲：澤近泰輔
  - オリジナル新曲。
8. 生きがい
  - 作詞：山上路夫／作曲：渋谷毅／編曲：澤近泰輔
  - カバードアーティスト：由紀さおり（1970年）
9. ありがとう
  - 作詞・作曲：水野良樹／編曲：澤近泰輔
  - カバードアーティスト：いきものがかり（2010年）
10. 見上げてごらん夜の星を
  - 作詞：永六輔／作曲：いずみたく／編曲：澤近泰輔
  - カバードアーティスト： 伊藤素道とリリオ・リズム・エアーズ（1960年）
11. タッチ（21st century ver.)
  - 作詞：康珍化／作曲：芹澤廣明／編曲：米光亮
  - セルフカバー。
12. 君がいなければ（21st century ver.)
  - 作詞：康珍化／作曲：芹澤廣明／編曲：太田美知彦
  - セルフカバー。
13. 青春 (21st century ver.)
  - 作詞：康珍化／作曲：芹澤廣明／編曲：米光亮
  - セルフカバー。